# Isla de Muerta
Az Isla de Muerta  egy kitalált sziget, mely A Karib-tenger kalózai: A Fekete Gyöngy átka című filmben szerepelt. Ez egy misztikus, koponya alakú sziget, ahol a Fekete Gyöngy kalóz legénysége kincset rejtett el. Neve szó szerint „A halott szigete” (spanyolul isla: „sziget”, muerta: „halott” [nőnemben]) de nyelvtanilag hibás. Helyesen „Isla Muerta” vagy „Isla de la Muerta” lenne.

## Történet
|  | Alább a cselekmény részletei következnek! |

### A Karib-tenger kalózai: A Fekete Gyöngy átka
Sparrow szavaival „a halál szigete, amit csak az találhat meg, aki tudja, hol keresse”. Hogy megtalálja, Sparrow kapitány egyedi iránytűjét használta – ami ahelyett, hogy északra mutatna, arra fordul, amit a legjobban akarunk. Sparrow a szigetnél horgonyzó Fekete Gyöngyöt akarta.
A szigetet sűrű köd borítja és elsüllyedt hajók temetője veszi körül; vizei tele vannak pörölycápákkal és halrajokkal. Úgy tűnik, nagyrészt felfedezetlen, biztonságos hely. Barlangjainak útvesztőjében halmozta fel a kikötőkből és a hajókról, szerte a Karib-tengeren zsákmányolt kincseit Barbossa kapitány legénysége. Itt tartották Cortez rettegett ládáját az elátkozott azték arannyal tartalmazza.
Barbossa kapitány elmondja Elisabeth Swann-nak, hogy 882 aranyérmét helyeztek az aztékok a kőládába és Cortésnek adták. „Vérdíj, melyet azért fizettek, hogy meggátolják a mészárlást, amit hadseregével ő töltött ki rajtuk. De Cortés kapzsisága kiengesztelhetetlen volt, és ezért a pogány istenek borzalmas átokkal sújtották az aranyat. Bárki halandó, aki egyetlen darabot is kivesz a kőládából, az örökkévalóságig bűnhődni fog.”
Az átok lényegében a vigyázz, mit kívánsz összegzése, és mindenki, aki egyetlen érmét is kivesz a ládából sebezhetetlenné válik, mint egy élőholt. A földön járhatnak örökké, és senki sem állíthatja meg őket, hogy elvegyenek bármit, amit csak akrnak. De nincs az az étel, ami csillapíthatja éhségüket, nincs az az ital, ami olthatná szomjukat, nincs annyi hő, ami felmelegítené testüket, és nincs az az élvezetes társ, aki csökkentené vágyukat. Röviden, a világon bármit elvehetnek, de semmi, amit elvesznek nem elégíti ki őket, amíg csak vissza nem helyeznek minden darab aranyat a ládába, felkenve minden tolvaj vérével, és akkor megtörik az átok.
Hogy megtörjék az átkot, a kalózok az Isla de Muertán gyülekeztek, és vissza akarták tenni az utolsó érmét, amikor váratlanul megjelent Jack Sparrow és a Brit Királyi Flotta is. Az élőholt kalózok összecsaptak a flottával, itt vívta végső párbaját Barbossa és Jack Sparrow. Barbossa meghalt, és testét a kalózok zsákmánya között hagyták. Élőholt tolvajokból álló legénysége visszakerült a normális életbe, és – feltételezhetőleg – letartóztatták őket.

### A Karib-tenger kalózai: Holtak kincse
A Karib-tenger kalózai: Holtak kincse című részben megtudhatjuk, hogy a szigetet, a kinccsel együtt, elnyelte a víz. Barbossa teteme feltételehetőleg nem süllyedt el, hanem valószínűleg Tia Dalma vette magához és visszahozta a halálból. Majma, Jack azonban átkozott maradt, mert kivett egy darab aranyat a ládából, és visszatért az átkozott élethez. Lehetséges, így, hogy a sziget elsüllyedt, a majom örökké átkozott lesz.
|  | Itt a vége a cselekmény részletezésének! |